# Bệnh viện Hùng Vương
Bệnh viện Hùng Vương là một bệnh viện chuyên sản phụ khoa trực thuộc Sở Y tế Thành phố Hồ Chí Minh, địa chỉ tại số 128 đường Hồng Bàng, Phường 12, Quận 5, Thành phố Hồ Chí Minh. Đây là bệnh viện phụ sản lớn và có lịch sử lâu đời tại thành phố, hiện được xếp hạng I.

## Tổ chức
Tính đến tháng 8 năm 2022, bệnh viện chia ra 10 phòng chức năng, 15 khoa lâm sàng và 7 khoa cận lâm sàng. Các lĩnh vực nổi bật của bệnh viện hiện nay gồm: chẩn đoán trước sinh, sản khoa, phụ khoa, hiếm muộn, khám nhi và các dịch vụ khác như: khám sàn chậu – niệu phụ khoa, tư vấn truyền thông sức khỏe.

## Lịch sử

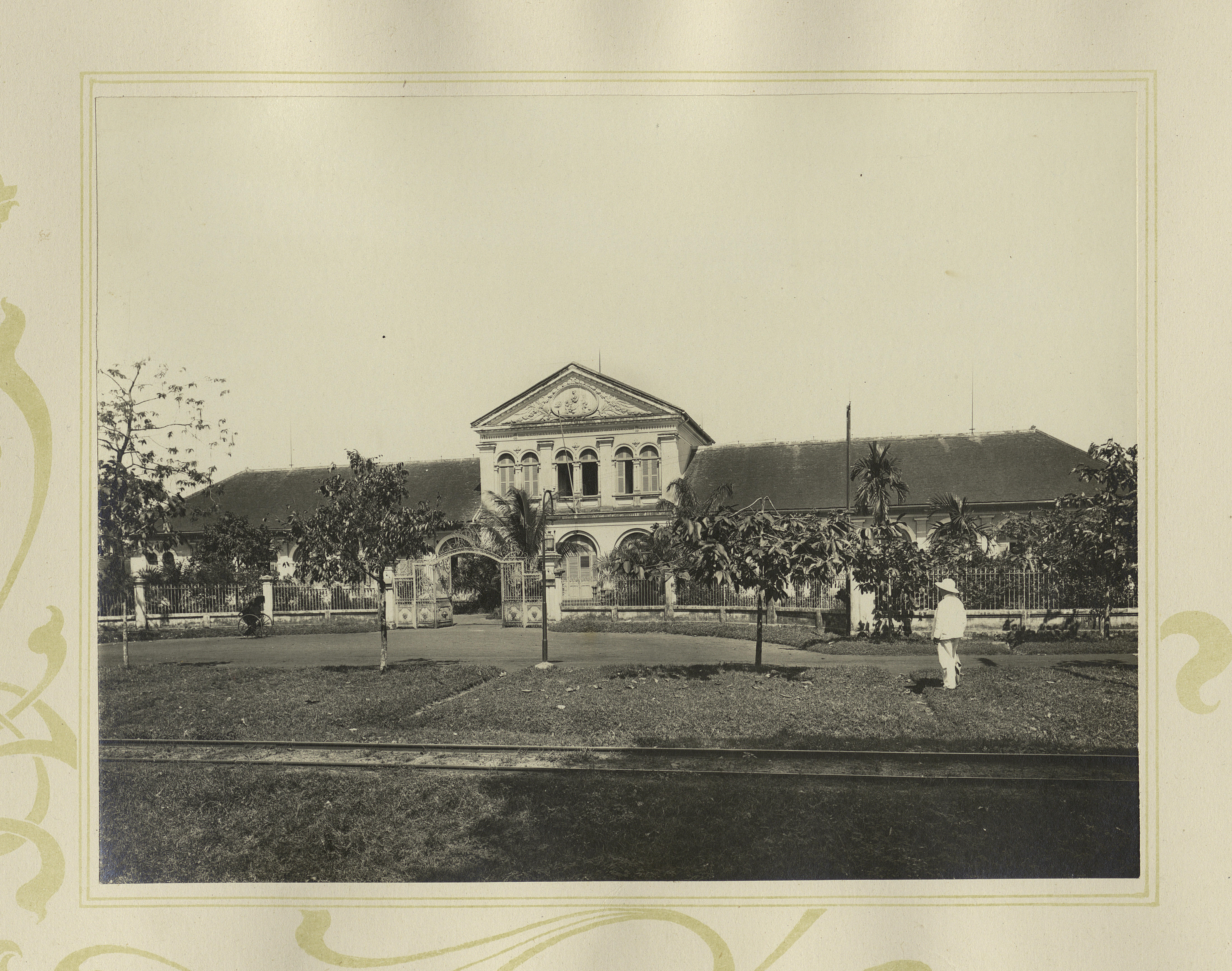
Bảo sanh viện Chợ Lớn vào năm 1909

Theo một số tài liệu thời Pháp thuộc, vào những năm cuối thế kỷ 19 – đầu thế kỷ 20, tỷ lệ tử vong ở trẻ sơ sinh tại thành phố Chợ Lớn rất cao, đến hơn 60% số ca sinh vào năm 1900. Nguyên nhân được kết luận là do các trẻ này bị nhiễm trùng uốn ván, hậu quả của phương pháp đỡ đẻ truyền thống vốn không an toàn, sạch sẽ do các bà đỡ, phần lớn không được đào tạo, thực hiện. Nhận thấy điều này, thị trưởng lúc bấy giờ là ông Frédéric Drouhet đã ra quyết định thành lập Bệnh viện phụ sản Chợ Lớn (hay còn gọi là Bảo sanh viện Chợ Lớn) vào ngày 31 tháng 8 năm 1901. Đây là cơ sở phụ sản đầu tiên tại Đông Dương, do cộng đồng người Pháp, người Việt và người Hoa cùng góp tiền xây dựng. Bệnh viện có 40 giường, trong đó có 2 phòng dành riêng cho người Pháp. Chức năng của bệnh viện là hỗ trợ các sản phụ người bản xứ cũng như hướng dẫn cho các bà đỡ về vệ sinh và vô trùng. Nhờ đó, tỷ lệ tử vong ở trẻ sơ sinh tại Chợ Lớn đã giảm dần trong những năm sau đó, đến năm 1910 chỉ còn 17%.
Đến năm 1940, sau khi Bảo sanh viện Từ Dũ được xây dựng xong thì Bảo sanh viện Chợ Lớn được sử dụng một phần làm viện dưỡng nhi nuôi trẻ mồ côi.
Năm 1957, cơ sở này chính thức được bàn giao cho Bộ Y tế Việt Nam Cộng hòa. Sau đó chính quyền đã cho xây dựng sửa chữa lại và khánh thành vào ngày 23 tháng 3 năm 1958 với tên gọi Bảo sanh viện Hùng Vương, quy mô 180 giường và là bảo sanh viện hạng II.
Ngày 23 tháng 8 năm 1968, Bảo sanh viện Hùng Vương được chọn làm thí điểm để thực hiện qui chế tự trị. Theo đó, bảo sanh viện tự trị hoạt động theo lối doanh thu lợi nhuận, mọi cấu trúc về tổ chức, nhân sự, phòng ốc đều mang đầy đủ tính chất lợi nhuận, các trại phòng được phân hạng theo giá tiền, không theo tính chất bệnh – có 1 trại là trại H gọi là trại "thí" giành cho sản phụ nghèo. Tính đến năm 1971, bệnh viện có 10 khu: ngoại chẩn, sản khoa thường, sản khoa bất thường, phụ khoa, trẻ sơ sinh thiếu tháng, bảo trợ mẫu nhi, giải phẫu, quang tuyến, thí nghiệm và ngân hàng máu, tiếp liệu y dược cụ. Đến năm 1975, bảo sanh viện được nâng lên 375 giường và được xếp hạng I, chủ yếu phục vụ người dân khu vực Chợ Lớn và các tỉnh lân cận.
Sau Sự kiện 30 tháng 4 năm 1975, bảo sanh viện được chính quyền mới tiếp quản, được cải tiến cơ cấu, ổn định, sắp xếp tổ chức để phù hợp với hệ thống xã hội chủ nghĩa. Tháng 2 năm 2004, khối nhà phía đường Hồng Bàng được xây mới với 5 tầng, đến tháng 1 năm 2020, tòa nhà trung tâm với 12 tầng lầu và 2 tầng hầm cũng hoàn thành và đưa vào sử dụng.